# Oberflächlicher Divergenzgrad
Der oberflächliche Divergenzgrad {\displaystyle D}, englisch superficial degree of divergence, ist eine Größe in der Quantenfeldtheorie. Der oberflächliche Divergrenzgrad eines 1-Teilchen-irreduziblen Feynman-Diagramms ist die obere Schranke, mit welcher Stärke dieses Diagramm im Ultraviolettbereich divergiert:
- für {\displaystyle D<0} divergiert das Diagramm nicht
- für {\displaystyle D=0} divergiert es höchstens logarithmisch
- für {\displaystyle D>0} divergiert es höchstens polynomiell in der Ordnung {\displaystyle D}.

Der oberflächliche Divergenzgrad hängt ab von der Struktur der Theorie, also welche fundamentalen Wechselwirkungen zulässig sind, der Dimension der Raumzeit und den äußeren Teilchen des Diagramms. 
Eine Theorie, in der nur endlich viele Diagramme einen oberflächlichen Divergenzgrad {\displaystyle D\geq 0} aufweisen, ist renormierbar oder super-renormierbar, anderenfalls ist sie nicht renormierbar. Der Zusammenhang zwischen der Renormierung und divergierenden Diagrammen wird durch das BPHZ-Theorem hergestellt.

## Hintergrund
In Feynman-Diagrammen können Schleifen interner, virtueller Teilchen auftreten, deren Impuls nicht bestimmt ist. Daher muss über diesen Impuls integriert werden. Eine jede Schleife ergibt somit einen Faktor
{\displaystyle \int {\frac {\mathrm {d} ^{d}k}{(2\pi )^{d}}}}
in {\displaystyle d} Raumzeitdimensionen.
Andererseits führt jeder interne Propagator, durch den der Schleifenimpuls {\displaystyle k} fließt, zu einem Faktor {\displaystyle k^{-2}} für Bosonen und {\displaystyle k\!\!\!/^{-1}} für Fermionen.
Für den oberflächlichen Divergenzgrad gilt:
{\displaystyle D=dL-2G_{B}-G_{F}}
wobei
- {\displaystyle L} die Anzahl an Schleifen bezeichnet,
- {\displaystyle G_{B}} die Anzahl der bosonischen Propagatoren
- {\displaystyle G_{F}} die Anzahl fermionischer Propagatoren,

Mit dem Wissen um die Struktur der Theorie kann dieser Ausdruck in Termen der Anzahl äußerer Teilchen und die Anzahl der Vertices umgeschrieben werden.

## Beispiel
In der Quantenelektrodynamik im vierdimensionalen Minkowskiraum gibt es nur einen Vertex. An diesem koppeln zwei Fermionen an ein Boson. Damit ergibt sich der oberflächliche Divergenzgrad in der Quantenelektrodynamik zu
{\displaystyle D=4-{\frac {3}{2}}N_{F}-N_{B}}
mit
- der Anzahl äußerer Fermionen {\displaystyle N_{F}}
- der Anzahl äußerer Bosonen {\displaystyle N_{B}}.

Daher existieren zehn Diagramme mit {\displaystyle D\geq 0}. Sechs davon sind aufgrund diverser Theoreme (Fermionenzahlerhaltung, Furry-Theorem) identisch Null. Die vier nichtverschwindenden Diagramme sind:
- die Photon-Selbstenergie ({\displaystyle N_{B}=2,D=2})
- die Fermion-Selbstenergie ({\displaystyle N_{F}=2,D=1})
- die Vertexkorrektur ({\displaystyle N_{F}=2,N_{B}=1,D=0}) und
- das Diagramm der Licht-Licht-Streuung ({\displaystyle N_{B}=4,D=0}).

Die Quantenelektrodynamik ist daher eine renormierbare Theorie.
Ferner stellt sich heraus, dass die Ward-Identität den tatsächlichen Divergenzgrad {\displaystyle {\tilde {D}}} der Photon-Selbstenergie auf {\displaystyle {\tilde {D}}=0} herabsetzt, die chirale Symmetrie den der Elektron-Selbstenergie auf {\displaystyle {\tilde {D}}=0} und die Eichinvarianz den der Licht-Licht-Streuung auf {\displaystyle {\tilde {D}}<0}.